# Elgin (Oregon)
Elgin é uma cidade localizada no estado norte-americano de Oregon, no Condado de Union.

## Demografia
Segundo o censo norte-americano de 2000, a sua população era de 1654 habitantes.
Em 2006, foi estimada uma população de 1627, um decréscimo de 27 (-1.6%).

## Geografia
De acordo com o United States Census Bureau tem uma área de
2,6 km², dos quais 2,6 km² cobertos por terra e 0,0 km² cobertos por água. Elgin localiza-se a aproximadamente 867 m acima do nível do mar.

## Localidades na vizinhança
O diagrama seguinte representa as localidades num raio de 32 km ao redor de Elgin.